# グルベンキアン管弦楽団
グルベンキアン管弦楽団（ポルトガル語: Orquestra Gulbenkian、英語: Gulbenkian Orchestra）は、ポルトガルのリスボンを本拠とするオーケストラである。

## 沿革・概要
1962年に、大富豪カルースト・グルベンキアンの遺志を継いだ文化財団「カルースト・グルベンキアン財団」によりリスボンで設立された。最初は小規模な室内合奏団として発足、1971年に拡張され中規模なオーケストラとなり、その後も楽団員が増員され現在に至っている。
1979年から首席指揮者を務めたクラウディオ・シモーネのもとで組織の体制と演奏のグレードが向上し、オーケストラの国際的知名度を高めた。

レコーディングは、しばしば客演したミシェル・コルボやテオドール・グシュルバウアーらの残したディスクの世評が高い。

## 指揮者
歴代の音楽監督は以下のとおりである。
- Lamberto Baldi （1962年 - 1963年）
- Urs Voegelin （1963年 - 1964年）
- Renato Ruotolo （1964年 - 1965年）
- Trajan Popesco （1965年 - 1966年）
- Adrian Sunshine （1966年 - 1967年）
- ジャンフランコ・リヴォリ (Gianfranco Rivoli) （1967年 - 1971年）
- ヴェルナー・アンドレアス・アルベルト (Werner Andreas Albert) （1971年 - 1973年）
- ミシェル・タバシュニク （1973年 - 1976年）
- Juan Pablo Izquierdo （1976年 - 1979年）
- クラウディオ・シモーネ (Claudio Scimone) （1979年 - 1986年）
- ムハイ・タン (Muhai Tang) （1988年 - 2001年）
- ローレンス・フォスター (Lawrence Foster) （2002年 - 2013年）
- ポール・マクリーシュ （2013年 - 2016年）
- ロレンツォ・ヴィオッティ（英語版） （2018年 - 2021年）
- ハンヌ・リントゥ (2023年 －)[3][4]